# 李銘良
李銘良（16世紀—17世紀），字卿仲，湖廣荊州府石首縣人，明朝政治人物。

## 生平
李銘良是萬曆三十四年（1606年）丙午科湖廣鄉試舉人，授韶州推官，除盜賑饑救活人民，代理曲江縣事遇上海盜蠢動，他就率眾運來螺殼建城，賊人不敢入侵，陞廣州清軍同知平反多宗案件，再調為黎平知府，謝絕饋贈，禁止火耗，捐出遼餉七百兩餘，因年老致仕回鄉。

## 引用
1. 1 2  同治《石首縣志·卷六·人物志》：李銘良，字卿仲，神宗丙午舉人，授韶州府推官，弭盗賑饑所活無算，署事曲江，海賊蠢動，率眾運螺蛤為城，賊不敢犯，擢廣州清軍同知平反甚眾，遷貴州黎平知府，謝絕饋遺，禁革火耗，捐遼餉七百餘金，以老致政歸。 舊志